# Zvučni tlak
Zvučni tlak ili akustički tlak je poremećaj atmosferskog tlaka uzrokovan zvukom. Mjerna jedinica za izražavanje atmosferskog tlaka, pa tako i za zvučni tlak je paskal (Pa). Stara jedinica za tlak je bar. Paskal je 10 puta veći od mikrobara. Najmanji zvučni tlak kojega ljudsko uho može zamijetiti (čuti kao zvuk) iznosi oko 0,000 02 Pa, ili 2∙10-5 Pa. Tu je vrijednost Međunarodna organizacija za standardizaciju (ISO) odabrala (standardizirala) kao referentnu veličinu i naziva se referentni zvučni tlak ili prag čujnosti. Najveći zvučni tlak kojega ljudsko uho može podnijeti je milijun puta veći od referentnoga, odnosno 20 Pa (prema 106 x 2x10-5), a naziva se granica bola.
Razina jakost zvuka ili intenzitet zvuka može se izračunati pomoću poznate veličine zvučnog tlaka i poznatih svojstava medija (zraka) prema:
{\displaystyle I={\frac {p^{2}}{\rho \cdot v}}}
pri čemu je p - zvučni tlak, ρo - gustoća zraka,  a v - brzina zvuka.
S obzirom na to da za zrak umnožak ρo ∙ v iznosi oko 410, gornja se jednadžba može pojednostaviti kao:
{\displaystyle I={\frac {p^{2}}{410}}}
Budući da je decibel određen preko odnosa jakosti (intenziteta), a  jakost zvuka ovisi o kvadratu zvučnog tlaka, u slučaju kad se u decibelima želi izraziti odnos dvaju zvučnih tlakova, jednadžba poprima oblik:
{\displaystyle L=20\cdot \log _{10}\!\left({\frac {p_{1}}{p_{2}}}\right)\!~\mathrm {dB} }
Zbog toga dvostruka jakost zvuka predstavlja povećanje jakost od približno 3 dB, a dvostruki zvučni tlak predstavlja povećanje zvučnog tlaka od 6 dB.

## Jakost zvuka
Jakost zvuka (oznaka I) je fizikalna mjerna veličina koja opisuje energiju zvučnoga vala u vremenskom razdoblju (intervalu) kroz površinu okomitu na smjer širenja vala. Mjerna je jedinica vat po kvadratnom metru (W/m²).
Prag čujnosti je najmanja jakost zvuka koju ljudsko uho može čuti: 
{\displaystyle I_{0}=1~\mathrm {pW/m^{2}} =0,000\,000\,000\,001~\mathrm {W/m^{2}} .}
Razina jakosti zvuka (oznaka L) je mjerna veličina prilagođena osjetljivosti ljudskoga uha, deseterostruki logaritam omjera jakosti nekoga zvuka i praga čujnosti, odnosno: 
{\displaystyle L={\frac {1}{2}}\cdot \ln \!\left({\frac {I}{I_{0}}}\right)\!~\mathrm {Np} =\log _{10}\!\left({\frac {I}{I_{0}}}\right)\!~\mathrm {B} =10\cdot \log _{10}\!\left({\frac {I}{I_{0}}}\right)\!~\mathrm {dB} }
gdje je:
- I - razina jakosti zvuka;
- I0 - prag čujnosti;
- Np - neper;
- B - bel;
- dB - decibel.[2]

Valovi zvuka proizvode tlak na tijelo na koje udaraju. Jakost zvuka je količina energije koju isijava izvor zvuka u 1 sekundi kroz površinu od 1 m2 okomito na smjer njegovog širenja i mjeri se u W/m2. Iz izraza za gustoću energije vidimo da je jakost zvuka to veća što je veća gustoća sredstva ρ u kojem se zvuk širi i što je veća amplituda A vala. Međutim, kod prostornih valova gustoća energije opada s kvadratom udaljenosti, pa je u tom razmjeru i jakost zvuka:
{\displaystyle j={\frac {j_{0}}{r^{2}}}\ }
gdje je: j0 - gustoća energije na duljini r = 1 metar od njegovog izvora.

## Primjeri zvučnog tlaka, razine jakosti zvuka i glasnoće u sonima
| Izvor zvuka                                    | Zvučni tlak       | Razina jakosti zvuka | Glasnoća       |
|                                                | paskal            | dB (20 µPa)          | son            |
| ---------------------------------------------- | ----------------- | -------------------- | -------------- |
| granica bola                                   | 100               | 134                  | ~ 676          |
| oštećenje sluha kod kratkotrajnog djelovanja   | 20                | oko 120              | ~ 256          |
| mlazni motor, 100 metara udaljen               | 6 ... 200         | 110 ... 140          | ~ 128 ... 1024 |
| pneumatski čekić, 1 metar udaljen / noćni klub | 2                 | oko 100              | ~ 64           |
| oštećenje sluha kod dugotrajnog djelovanja     | 6×10−1            | oko 90               | ~ 32           |
| prometna cesta, 10 metara udaljena             | 2×10−1 ... 6×10−1 | 80 ... 90            | ~ 16 ... 32    |
| putničko vozilo, 10 metara udaljeno            | 2×10−2 ... 2×10−1 | 60 ... 80            | ~ 4 ... 16     |
| televizija kod kuće, 1 metar udaljen           | 2×10−2            | ca. 60               | ~ 4            |
| normalni govor, 1 metar udaljen                | 2×10−3 ... 2×10−2 | 40 ... 60            | ~ 1 ... 4      |
| vrlo tiha soba                                 | 2×10−4 ... 6×10−4 | 20 ... 30            | ~ 0,15 ... 0,4 |
| tiho disanje                                   | 6×10−5            | 10                   | ~ 0,02         |
| prag čujnosti kod 1 kHz                        | 2×10−5            | 0                    | 0              |
| son | 1  | 2  | 4  | 8  | 16 | 32 | 64  | 128 | 256 | 512 | 1024 |
| fon | 40 | 50 | 60 | 70 | 80 | 90 | 100 | 110 | 120 | 130 | 140  |